# Las últimas composiciones
Las últimas composiciones es el último álbum de estudio de la folclorista chilena Violeta Parra, editado por sello RCA Victor en noviembre de 1966. Contiene varias de sus canciones más famosas, entre las que se encuentran «Gracias a la vida», «Run Run se fue pa'l Norte» y «Volver a los 17».
En abril de 2008, la edición chilena de la revista Rolling Stone situó al álbum como el mejor disco chileno de todos los tiempos.

## Historia
A fines de 1966, Violeta Parra, de regreso en Chile luego de una larga estadía en Europa, y a cargo de la carpa de La Reina, en Santiago, decide grabar un LP con sus canciones compuestas más recientemente. Lo edita junto a la discográfica RCA Víctor, fuera de la empresa discográfica que había editado sus discos anteriores, EMI Odeón Chilena. En la época, el título hace referencia a las últimas canciones que Violeta había escrito: cuatro meses después de su edición, cambia completamente de significado, ya que la artista se suicidó, haciendo que este sea, de hecho, el último de sus álbumes editados en vida de la artista.
La desilusión que le causó la ruptura sentimental con el músico y antropólogo suizo Gilbert Favre, el desdén de las instituciones nacionales, la ausencia de público a la carpa de La Reina y otras razones tenían a la artista en estado de depresión. Había intentado quitarse la vida antes de febrero de 1967. Para algunos críticos, buena parte de estas desilusiones se reflejan en los temas «Run Run se fue pa'l Norte», «Maldigo del alto cielo», «Rin del angelito» y «Gracias a la vida». Otro de los temas destacados en esta grabación es «Mazúrquica modérnica», canción escrita con palabras improvisadas, en respuesta a su inquietud social mostrada en discos anteriores; «Volver a los 17» y «Cantores que reflexionan», que fue un tema para estimular a los nuevos cantantes a incluir temas sociales en sus obras.
En un día del año 1965, Violeta Parra interpretó "Gracias a la vida" en una audición privada que hizo para Rubén Nouzeilles, gerente de la filial chilena de Industrias Eléctricas y Musicales Odeón. La impresión que el tema causó en el empresario, hizo que éste pensara que Parra atravesaba una crisis, de la cual había que salvarla. Sin embargo, en 1966 Violeta Parra aun cuando mantenía contrato con esta empresa, grabó su último álbum para ser distribuido por la empresa Corporación de Radio de Chile, bajo el sello RCA Victor al cual representaba en esa época. Pese a ello, Nouzeilles, por el aprecio que sentía por Violeta Parra, se abstuvo de entablar una demanda en su contra por haber salido este disco bajo otro sello. Para grabar las canciones de este álbum, realizado en forma monoaural, se reunió con el músico uruguayo Alberto Zapicán, a quien dedicó la canción «El Albertío», y sus hijos Ángel e Isabel Parra. La voz de Zapicán, quien tocó el bombo en las sesiones de grabación, y que al año siguiente fundaría la banda Curacas, hizo dúo con la artista en los temas «Maldigo del alto cielo», «Pupila de águila», «La cueca de los poetas» y «Una copla me ha cantado». En esta grabación, Parra también tocó el cuatro venezolano, instrumento cuyo aprendizaje inició en 1963 y que ella llevó a Chile, denominándolo Guitarrilla.

## Reediciones y disputas legales
En 1974, IRT lanzó una versión del álbum con un arreglo de cuerdas del compositor chileno Nino García y un redibujo a color de la portada original. Esta versión del álbum fue la más difundida en Chile durante la década de los 70 y 80.
En 1996, el ingeniero eléctrico y empresario chileno Pedro Valdebenito, dueño de la empresa Duplicassette Limitada S.A. adquirió las cintas maestras que bajo el sello de RCA Victor editó la Industria De Radio y Televisión, S.A. El empresario licenció el trabajo para ser reeditado en CD por ANS Records y la filial chilena de Warner Music Group y es de los pocos álbumes originales de Violeta Parra que es posible encontrar en las tiendas de discos en la actualidad, ya que los existentes son recopilaciones de temas grabados con anterioridad. Desde 1991, Isabel Parra intentó llegar a distintos acuerdos para que le fuera cediera la cinta maestra del álbum hasta que en el año 2006 la Fundación Violeta Parra inició un litigio judicial con el apoyo de la SCD que concluyó en un fallo inédito en el que se le reconocía la propiedad del Máster a don Pedro Valdebenito pero se le prohibía editar el disco sin la autorización de Isabel Parra. Esta sentencia va en contra de todos los tratados internacionales y específicamente el de la OMPI de 1996 donde indica claramente que no es necesario para el Productor Fonográfico contar con la autorización del intérprete para publicar discos si se pagan los derechos de autor y regalías correspondientes. Hoy en día uno de los discos más importantes de la música chilena se encuentra sin publicar ni física ni digitalmente ya que el dueño del Máster no cuenta con la autorización de Isabel Parra ya que independiente de que el fallo sea contrario a la ley se debe respetar ya que habría consecuencias penales para ambas partes si publicasen.
El 26 de agosto de 2022 el juicio se declaró en abandono y, el 3 de abril de 2023, el juzgado civil levantó las medidas que prohibían la reproducción del álbum. 
En noviembre, Valdebenito reeditó el álbum original y la versión de García junto al sello Al Abordaje Muchachos en disco compacto, casete, vinilo y servicios de streaming de música.

## Legado e influencia
En julio de 2017, con motivo del centenario de Violeta Parra, se editó una reversión de "Las Últimas Composiciones" hecha por sus nietos Ángel Parra Orrego y Javiera Parra.  En esta versión, los nietos de Violeta contaron con la colaboración de los músicos chilenos Manuel García, Alex Anwandter, Álvaro López y el folklorista Ángel Parra, hijo de Violeta y padre de Ángel y Javiera que había participado en la grabación del disco original.  Este fue el último disco en el que participó Ángel Parra que falleció en marzo de ese mismo año, unos meses antes de la publicación del disco.
En 2024 fue incluido en el ranking Los 600 de Latinoamérica, que eligió discos esenciales para la historia musical de América Latina, en el puesto número dos.

## Lista de canciones
Todas las canciones escritas y compuestas por Violeta Parra, excepto la canción 7 del Lado A. 
| Lado A |                                                         |          |  |
| N.º    | Título                                                  | Duración |  |
| 1.     | «Gracias a la Vida»                                     | 4:31     |  |
| 2.     | «El Albertío»                                           | 2:03     |  |
| 3.     | «Cantores que Reflexionan»                              | 2:22     |  |
| 4.     | «Pupila de Águila»                                      | 3:10     |  |
| 5.     | «Run Run Se Fue Pa'l Norte»                             | 3:53     |  |
| 6.     | «Maldigo del Alto Cielo»                                | 3:56     |  |
| 7.     | «La Cueca de los Poetas» (Nicanor Parra, Violeta Parra) | 1:42     |  |

| Lado B |                            |          |  |
| N.º    | Título                     | Duración |  |
| 1.     | «Mazúrquica Modérnica»     | 2:16     |  |
| 2.     | «Volver a los 17»          | 4:07     |  |
| 3.     | «Rin del Angelito»         | 2:01     |  |
| 4.     | «Una Copla Me Ha Cantado»  | 3:45     |  |
| 5.     | «El Guillatún»             | 2:24     |  |
| 6.     | «Pastelero a Tus Pasteles» | 1:51     |  |
| 7.     | «De Cuerpo Entero»         | 1:36     |  |

## Créditos
(P) y (C) 1966, por Corporación de Radio de Chile, S.A. (RCA Victor Chile), Edición analógica original. 

(P) y (C) 1974, por Industria De Radio y Televisión, S.A. (RCA Victor Chile), Edición analógica. 

(P) y (C) 1994, por Ans Records (EE. UU.), bajo licencia de Duplicassette Limitada S.A. (Chile), Edición digital. 

(P) y (C) 2011, por Música y Marketing Chile Limitada, bajo licencia de Arci Music ., Edición digital.  

- Violeta Parra Sandoval: Voz solista, charango (pistas A-1, A-5 y B-1), cuatro venezolano (pistas A-2, A-7, B-2 y B-5) y guitarra (Lado A: 3, 4 y 6; Lado B: 3, 4, 6 y 7).
- Alberto Giménez Andrade (Alberto Zapicán): Bombo (Todas las pistas, excepto en las pistas A-7 y B-1) y voz a dueto (Lado A: 4, 6 y 7; Lado B: 4)
- Luis Ángel Cereceda Parra (Ángel Parra): Guitarra (Lado A: 1, 3 y 7; Lado B: 3 y 6)
- Violeta Isabel Cereceda Parra (Isabel Parra): Guitarra (Pista A-7) y percusiones (Pista B-6).
- Luis Torrejón: Técnico de grabación (Edición Original de 1966)[14]
- Javier Pérez: Fotografía de portada (Edición Original de 1966)
- Nino García: Arreglo y dirección de cuarteto de cuerdas (Edición de 1974, excepto en el tema B-1 que quedó en su forma original)
- Franz Benko: Técnico de grabación (Edición de 1974)